# Калат (Иран)
Кала́т (Келат, перс. کلات‎, Келате-Надери, перс. کلات نادری‎) — город в остане Хорасан-Резави, Иран. Расположен в одноимённом бахше. Население — 6 587 чел. (на 2010 год). Город расположен недалеко от государственной границы с Туркменией.
Город расположен на северном (левом) берегу реки Келатчай, которая течёт с северных склонов хребта Копетдага.
Келат был значительной крепостью и главной резиденцией Надир-шаха, которую с севера прикрывала крепость Хивеабад. Неприступная горная крепость здесь создана самой природой. Площадь на отметке около 800 метров над уровнем моря занимает 30 километров длины и 8—11 километров ширины и окружена со всех сторон природным валом из голых отвесных скал относительной высотой 200—300 метров. После Надир-шаха Келат до 1885 года был столицей небольшого ханства, номинально подчинённого Персии, в состав которого, до русско-персидского разграничения 1881 года, входили также Абиверд и другие пункты Этека.

## Достопримечательности

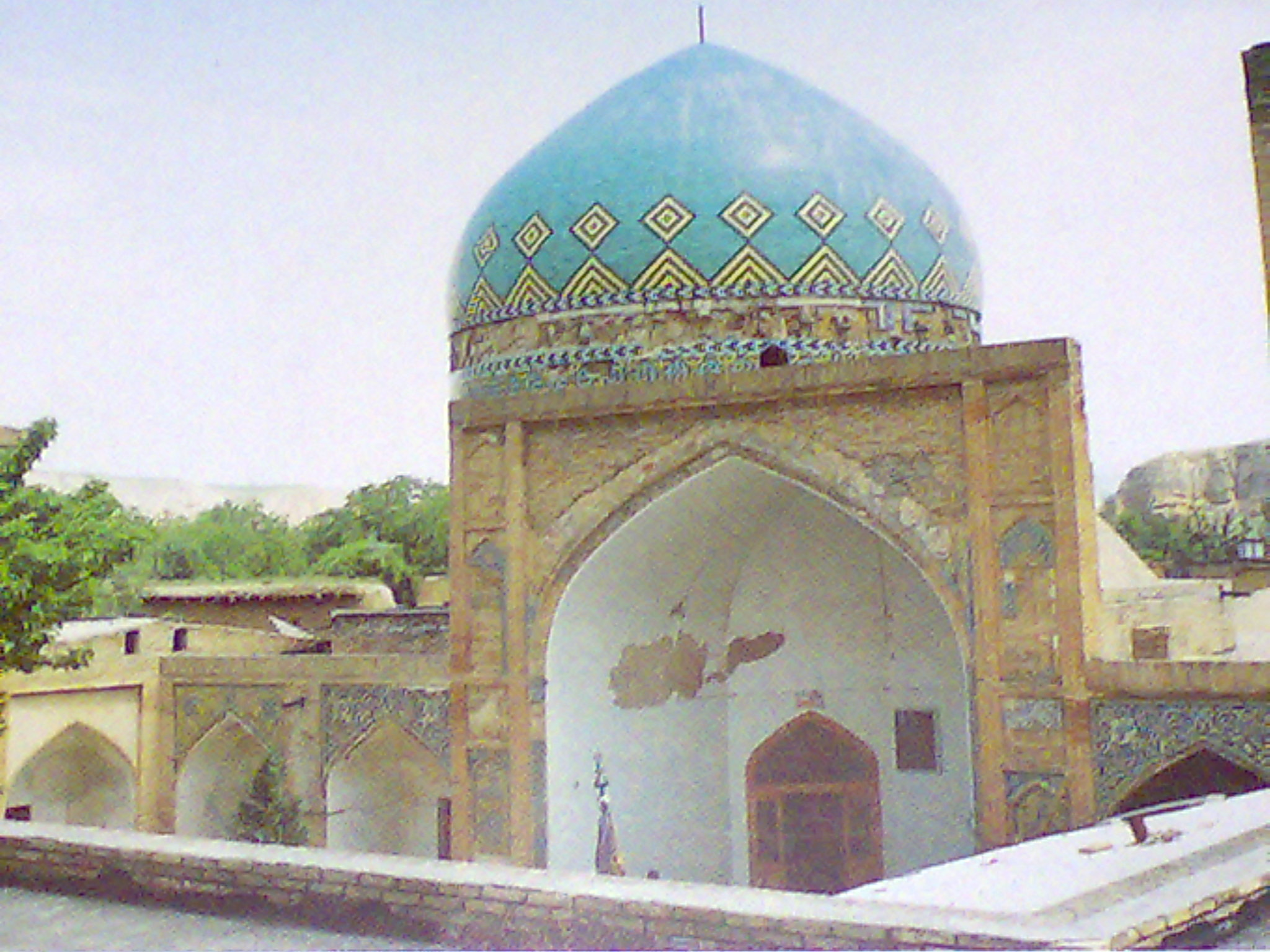
Мечеть Кабуд Гонбад («Голубой купол») в Келате

Достопримечательности Келата:
- дворец Хоршид[перс.] («Солнце»)
- петроглифы Надери
- мечеть Кабуд Гонбад[перс.] («Голубой купол»)
- башня Надери
- пещера Аташгах (святилище огня)
- пещера Кобра

## Демография
| 2006  | 2010  |
| ----- | ----- |
| 6 529 | 6 587 |